# U-450
El submarí alemany U-450 va ser un submarí tipus VIIC construït per a la Kriegsmarine de l'Alemanya nazi per al servei durant la Segona Guerra Mundial.

## Disseny

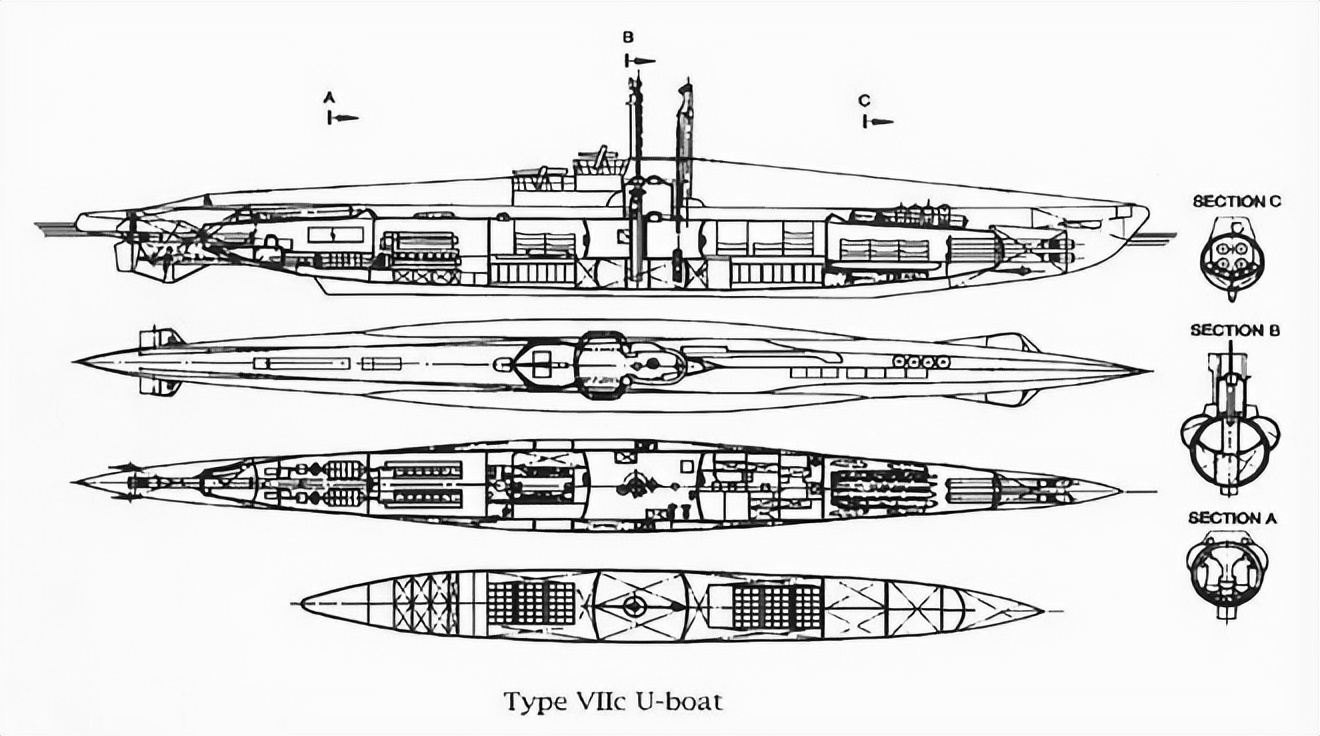
Disseny d'un submarí tipus VIIC

Els submarins alemanys de tipus VIIC van ser precedits pels submarins de tipus VIIB més curts. L'U-431 tenia un desplaçament de 769 tones (757 tones llargues) quan estava a la superfície i de 871 tones (857 tones llargues) mentre estava submergit. Tenia una longitud total de 67,10 m (220 peus 2 polzades), una longitud del casc a pressió de 50,50 m (165 peus 8 polzades), una mànega de 6,20 m (20 peus 4 polzades), una alçada de 9,60 m (31 peus 6 polzades) i un calat de 4,74 m (15 peus 7 polzades). El submarí estava propulsat per dos motors dièsel sobrealimentats de sis cilindres i quatre temps Germaniawerft F46, produint un total de 2.800 a 3.200 cavalls de potència (2.060 a 2.350 kW; 2.760 a 3.160 shp) per al seu ús a la superfície, dos motors elèctrics de doble efecte GG UB 720/8 AEG que produïen un total de 750 cavalls de potència (75500 kW); shp) per utilitzar-lo submergit. Tenia dos eixos i dues hèlixs d'1,23 m (4 peus). El vaixell era capaç d'operar a profunditats de fins a 230 metres (750 peus).
El submarí tenia una velocitat màxima en superfície de 17,7 nusos (32,8 km/h; 20,4 mph) i una velocitat màxima submergida de 7,6 nusos (14,1 km/h; 8,7 mph). Quan estava submergit, el vaixell podia operar durant 80 milles nàutiques (150 km; 92 milles) a 4 nusos (7,4 km/h; 4,6 mph); mentre que a la superfície podia viatjar 8.500 milles nàutiques (15.700 km; 9.800 milles) a 10 nusos (19 km/h; 12 mph).
L'U-450 estava equipat amb cinc tubs de torpedes de 53,3 cm (21 polzades) (quatre muntats a la proa i un a la popa), catorze torpedes, un canó naval SK C/35 de 8,8cm (3,46 polzades), 220 projectils i un canó antiaeri C/30 de 2 cm (0,79 polzades). El vaixell tenia una tripulació de d'entre 44 i 60 oficials i mariners.

## Historial de servei
Al submarí se li va posar la quilla el 22 de juliol de 1941 a Danzig. Va ser avarat el 4 de juliol de 1942 i assignat el 12 de setembre d'aquell any. Durant la seva carrera amb la Kriegsmarine, l'U-450 mai no va enfonsar cap vaixell.

### Patrulles
El 27 de maig de 1943, tres dies després de ser redesignada d'un vaixell d'entrenament a un vaixell de servei de primera línia, l'U-450 va marxar per la seva primera patrulla des de Kiel, la base de la 9a Flotilla d'U-boat sota la comandament de l'Oberleutnant zur See Kurt Böhme. Quan el vaixell va sortir a la superfície de la costa d'Islàndia el 6 de juny, va ser atacat per un esquadró britànic de B-17 Flying Fortress, que va ferir set homes. 16 dies després, (amb l'ajuda d'altres vaixells a causa dels danys causats per l'atac), va arribar a Brest a França. La patrulla va durar 27 dies, la més llarga de la seva carrera.
El 17 d'octubre de 1943, l'U-450 va sortir de Brest cap a Toulon. Va arribar a la ciutat portuària 23 dies després.
El 10 de febrer de 1944, deu dies després que un incendi a la seva sala de màquines hagués escombrat un home per la borda i l'hagués obligat a tornar a la base, l'U-450 va sortir de Toló cap a la costa italiana, presumiblement per atacar els vaixells de suport que venien a reforçar les tropes aliades que acabaven de desembarcar a Anzio.

### Destí
El 10 de març de 1944, exactament un mes després, va ser atacada amb càrregues de profunditat pels destructors d'escorta britànics HMS Blankney, HMS Blencathra, HMS Brecon i HMS Exmoor i el destructor d'escorta nord-americà USS Madison. El submarí es va enfonsar, a la posició 41° 11′ N, 12° 27′ E / 41.183°N,12.450°E, però els 51 membres de la tripulació van ser rescatats pels destructors i es van convertir en presoners de guerra.